# Техничка школа Жагубица
Техничка школа Жагубица почела је са радом у септембру 1979. године под називом „25. септембар”.
У почетку је била школа заједничких основа, а онда пољопривредна у склопу које је било одељење природно математичке струке, школа за аутомеханичаре и машинбраваре, школа за техничаре у трговини. Као самостална радила је до доношења Закона о средњим школама, 1990. године, када је морала да преоријентише свој рад у оквиру других матичних школа као организациона јединица.
Одлуком Владе Републике Србије од 1996. године, школи је враћен самостални статус под данашњим називом.
Данас ова школа образује ученике за следећа подручја рада и занимања: економски техничар, кулинарски техничар и кувар.